# Chachi
Els autodenominats Chachi, també anomenats cayapa, kayapa, nigua, cha’pallaachi, cha’pa, popularment coneguts com a Cayapas, que vol dir 'gent de veritat', és un grup ètnic de l'Equador. El nom de Cayapas, segons Medina, és un nom erroni que actualment és pejoratiu pels membres d’aquest grup ètnic.

## Llengua
La llengua del Poble Chachi és el cha’palaachi i, segons Medina, aquesta és emprada per a la comunicació familiar i a l’interior de l’ètnia. Segons els eHRAF, es troba dins del grup lingüístic barbacoà de la família paezana i la família macro-chibchana i alguns investigadors afirmen la seva parentela amb els idiomes tsafiqui (grup tsàchila) i awápit (grup awà). Per altra banda, alguns lingüistes han assenyalat les similituds de la llengua del Poble Chachi amb la dels maya. La morfologia del cha’palaachi és aglutinant, és a dir, expressa les funcions morfosintàctiques de les paraules a través dels afixos diferenciats que s'adjunten a l’arrel. Per una altra banda, les seves frases segueixen l’ordre subjecte-objecte-verb i, s'escriu utilitzant l’alfabet llatí. També s'ha remarcat que la gent gran i els més petits tenen un domini limitat de l'espanyol, però els joves, professors i líders el parlen prou bé. Segons Medina, el cha’palaachi no té termes o expressions lingüístiques per a referir-se a segons quins elements i realitats, amb lo qual, utilitza “préstecs” de l'espanyol. Alguns exemples del llenguatge cha’palaachi són:
| Malu     | Dia      |
| Ouepe    | Nit      |
| Pajta    | Sol      |
| Pu Pajta | Lluna    |
| Cule     | Canoa    |
| Panda    | Menjar   |
| Macara   | Estrella |

## Situació geogràfica, demogràfica i breu història
Les primeres dades sobre el Poble Chachi van ser registrades per missioners i cronistes al S. XVI, i més tard, per historiadors. Aquestes es refereixen a un poble que habita els marges del riu Santiago i que, a poc a poc, va anar desplaçant-se i emigrant a altres zones. Els orígens del Poble Chachi no es coneixen amb certesa. Segons diversos investigadors, es van assentar definitivament a la selva de la zona nord d’Esmeraldes després d’una llarga emigració des de les terres de Putumayo. Tot i això, hi ha diverses teories que afirmen diferents orígens. Una d’elles seria la de l’historiador González Suárez, que exposa que la comunitat Chachi prové del Panamà i Nicaragua i que són descendents dels Chibchas. L’altra seria la de Jijón i Caamaño que, analitzant l’univers lingüístic, afirmen que els i les Chachi tenen un origen amazònic. Tanmateix, segons les tradicions i els mites de la comunitat Chachi, el seu lloc d’origen va ser Ibarra, des d’on van emigrar fugint de les conquestes incaica i espanyola, gràcies a la intervenció dels seus savis i les dones joves del grup que, amb gran enginy, van aconseguir enganyar els seus enemics. Després de la migració, el Poble Chachi afirmen que el seu primer lloc d’assentament a la zona tropical va ser Pueblo Viejo, o Tutsa, en idioma cha’palaachi.
Així doncs, els i les Chachi viuen en una àrea costanera i muntanyosa ubicada al nord oest d’Equador, a la zona de selva tropical de la província d’Esmeraldes. Les temperatures varien dels 18 °C als 23 °C durant la nit, i dels 21 °C als 35 °C durant el dia. Plou diàriament i poques vegades es veu el cel blau. La residència del Poble Chachi es troba al llarg del riu Cayapas i els seus afluents, els rius Onzole, Camarones, Zapallo, San Miguel i Barbudo. És una zona que pertany políticament a la parròquia d’Atahualpa. Segons els eHRAF, la zona poblada pel Poble Chachi rau en la confluència del riu Cayapas amb el riu Santiago, a 1º 5’ nord latitud i 78º 59’ oest longitud. Va ser en aquest territori on varen desenvolupar una cultura basada en les activitats d’horticultura, pesca, caça i recol·lecció.
D’aquesta manera, les zones d’assentament dels i les Chachi es caracteritzen per tenir una gran riquesa forestal –actualment en perill ecològic i social a causa de l'explotació fustera de diverses companyies i famílies natives–, una pròspera i variada comunitat vegetal i animal, i un sòl de baixa fertilitat (Carrasco, 1988). La tala agressiva del bosc ha disminuït les espècies de caça i de peixos i ha provocat l'erosió del sòl en les àrees destinades a l'explotació; aquest fet està tenint un efecte altament negatiu per a la població Chachi i per a tota la població del territori que basa la seva subsistència en aquestes activitats productives. És important esmentar, doncs, que per la comunitat Chachi, els rius representen la font de vida i una via clau per a la comunicació interfamiliar, intercomunal i de contacte amb l'exterior, fins al punt de considerar les canoes com una extremitat més del seu propi cos. Com bé afirma un testimoni Chachi: 
La selva es nuestro mercado, ahí conseguimos con nuestro trabajo, pescado, caza en la selva. Si destruyen todo, ¿en dónde vamos a vivir? ¿qué vamos a comer? Más arriba, en Hoja Grande ya están los colonos manabas y nos prohíben el paso, hay como diez familias de colonos y no nos dejan buscar comida por ahí [...].
És en aquest medi que la gent Chachi han sobreviscut durant segles conservant i protegint l'equilibri biòtic, i mantenint la gran riquesa d’espècies animals i vegetals. Un coneixement ancestral rarament reconegut i contínuament invisibilitzat per la tecnologia i la ciència occidentals.
Pel que fa a la demografia, segons Medina, l’any 1990 es va calcular que la població Chachi que vivia a la província d’Esmeraldes era d’un total de 7.600 individus que habitaven trenta Centres que, al mateix temps estan dividits en tres zones: la zona A1 Cantón Eloy Alfaro, la zona A2 c. Muisne, i la zona A3 c. Quinindé. L’any 1998, però, i segons dades de l'eHRAF, es van registrar un total de 8.040 Chachi repartits en 1.457 famílies.

## Sistema econòmic tradicional i actual
Els i les Chachi presenten una economia natural, «es decir, que producen para atender a sus propias necesidades sin la dimensión de acumulación, característica del Sistema Capitalista.» Tradicionalment les principals activitats de subsistència que s'han registrat en la comunitat Chachi són la pesca, la caça i l’agricultura intensiva, sent aquesta última l’activitat productiva primordial. Segons les dades recollides per Barrett durant el seu treball de camp, al 1908, els animals més comuns en la caça eren la guanta i el guanhn, el pecari, el porc senglar, el cérvol, el jaguar, el puma, l’ocelot, l'esquirol, rosegadors petits i grans, armadillos. També era comú trobar en l’alimentació Chachi tucans, galls d’indi salvatges, falcons, grues, coloms. Antigament, s'utilitzava la sarbatana, però els missioners van introduir l'escopeta de xemeneia i el cartutx. Respecte la pesca, els peixos i el marisc eren atrapats mitjançant el rall, l’arpó, l’ham, trampes, drogues i dinamita. Tot i els seus efectes contaminants i la seva prohibició per les autoritats indígenes i mestisses, actualment encara es practica la pesca amb dinamita.
Respecte l’horticultura, Carrasco sosté que és de petita escala i de treball intensiu. Els autors i les autores coincideixen que els principals cultius eren el blat de moro, plàtan, banana, canya de sucre, cacau, iuca, nyam, mandioca dolça, tubercles del tipus taro, carabassa, mongetes. Entre les fruites, hi trobem la papaia, la taronja, la llimona, la pinya, el sapote, el guapo i la xirimoia. Segons Barrett, altres cultius no alimentaris eren el tabac, el cotó i el cautxú.
D’aquests cultius, tant tradicionalment com actualment, la banana és el producte bàsic de la dieta quotidiana Chachi i, secundàriament, la iuca i les fruites. La banana, normalment es bull quan és verda i s'aixafa fins a formar una polpa a la qual se li pot afegir peix o carn, entre d'altres ingredients. Segons Carrasco, d’això se’n diu fer “bala”. La combinació de l’agricultura amb la caça i la pesca ha configurat una dieta equilibrada a base de carbohidrats i proteïnes. D’acord amb les aportacions de Medina i Carrasco, el sistema tradicional de cultiu és el tall, sembra i tala, que suposa una variant de la coneguda tècnica de tala i crema, estudiada per molts autors. En aquest cas, per a sembrar, primer es tallen les males herbes i després es planta el bananer. Després es tiren avall els arbres i arbustos més grans, que no són cremats perquè guarden la humitat i donen ombra a les plantes que sortiran a prop seu, sinó, el sol tropical les cremaria. Carrasco resumeix així el procés d’agricultura: «es de corte, siembra, tala, limpieza de la maleza y cosecha, y abandono de la chacra para su recuperación». Els i les Chachi organitzen els seus cultius en chacres que no fan més d’una o dues hectàrees i només cultiven un 3,1% del territori ètnic que els pertany històricament.
Medina, deu anys més tard, descriu un context que Carrasco ja anticipava a la seva etnografia de 1988. El creixement de la població, les tasques d’extracció de les empreses fusteres i l’ús regular de la dinamita per a la pesca, han determinat en gran manera la disminució de les espècies animals que, fins fa poc, abundaven. És per això que el Poble Chachi ha anat abandonant la caça i la pesca, activitats de subsistència a les quals hi estaven avesats i, progressivament, s'han anat convertint en agricultors de selva. Tan sols de tant en tant cacen i pesquen. Per les mateixes circumstàncies, també es veuen obligats a desenvolupar-se com a jornalers, a vendre’s temporalment als amos de les serradores i a comercialitzar amb la seva artesania per a poder sobreviure.
Així doncs, actualment, l’horticultura és la principal font de subsistència de la comunitat Chachi. Aquesta continua amb el plàtan, la iuca, el blat i les fruites com a cultius bàsics i, en els últims anys, s'han introduït el cafè i el cacau, junt amb la cria de bestiar boví. Aquests tres últims són produïts per a comercialitzar-los amb els poblats més grans, no per a l’autoconsum. Medina anomena els i les Chachi <<agricultors improvisats dels nous temps>> perquè han intentat adaptar-se a la modernització de les societats i a la conseqüent escassetat de recursos. Tot i així, la producció de cafè i cacau és de rendiment molt baix, doncs els i les Chachi no compten amb els coneixements tècnics i els recursos econòmics necessaris per a cultivar-los exitosament. Per exemple, no es realitzen les podes i les fumigacions necessàries, amb lo qual, les plagues i les malalties fan malbé les plantes i es perd la producció, a vegades fins a un 50%.Això els limita considerablement les possibilitats del comerç. El conjunt d’aquest context ha suposat la pèrdua dels aliments bàsics per a la dieta alimentària Chachi, que ara es caracteritza per la seva monotonia i pobresa proteínica.
Pel que fa a les dones Chachi, s'encarreguen de dur a terme un dur treball domèstic consistent en l’aprovisionament d’aigua, llenya, plàtan, iuca i blat; de la cura i la criança dels fills i filles del grup; de la criança d’animals domèstics com el porc, les gallines o el gall d’indi; de la neteja de les llars; d’elaborar cistells, canastres, estores i aventadores (ventalls) a partir de fibres de plantes de la zona; i, per acabar, participen en les activitats de caça i pesca juntament amb els homes. També s'encarreguen de confeccionar teixits, com faixes multicolors i faldilles cerimonials. Així doncs, les dones Chachi asseguren les tasques agrícoles i la permanència del grup. És important esmentar que les difícils condicions de vida a les que s'està sotmetent el poble Chachi en aquests últims anys ha fet que el fenomen de la migració sigui una opció recurrent per a la recerca de treball assalariat a zones com Quito, Esmeraldes, Quinindé o Guayaquil. En el cas de les dones del grup, aquest fet ocasiona que marxin a les grans ciutats a treballar com a treballadores domèstiques i que no retornin a la seva comunitat d’origen.
Respecte el comerç, tradicionalment, les nous de tagua, utilitzades com a botons per a les camises, eren una font d’ingressos recurrent. Tanmateix, les mateixes circumstàncies comentades van fer que, més endavant, fossin substituïdes pel plàstic. Entre la Primera i la Segona Guerra Mundial, la goma es va convertir en una important mercaderia i, després de la Segona Guerra Mundial, el plàtan ha esdevingut el principal article d’exportació. Avui en dia, també els arbres de fusta dura són de cultiu industrial. Les principals rutes de comerç utilitzades pels i les Chachi són els rius. Compren màquines de cosir, escopetes, tela, rellotges, roba confeccionada, cosmètics, medicaments, llums, arròs, sucre i refrescs. Tanmateix, tradicionalment, el comerç no ha ocupat un lloc gaire important en les comunitats Chachi i l’han desenvolupat d’una forma més aviat elemental, concentrant-se més en la producció per al propi consum. És a dir que «orientan su producción a la satisfacción de necesidades básicas, sin poner énfasis en la acumulación como acontece en sociedades de mayor desarrollo tecnológico y complejidad.». Per a Medina, això configura un modus-vivendi que explica la reduïda extensió de territori dedicada al cultiu.
Un punt clau per a entendre la situació precària, econòmicament parlant, en la que es troba el Poble Chachi, és veure com s'organitza el seu comerç. Per exemple, Medina comenta que els preus dels productes són establerts pels anomenats “intermediaris”, que recorren les zones índies. Aquests, paguen preus molt baixos per les artesanies elaborades pels i les Chachi i després les revenen per quatre vegades més el preu de cost; s'aprofiten, doncs, de les difícils condicions de vida dels i les Chachi, imposant preus injustos.
Pel que fa a les arts industrials, els eHRAF subratllen que la construcció de canoes és una de les activitats manufactureres amb més pes en la comunitat Chachi. Els homes, des de ben petits, aprenen a fer-les a partir d’una fusta que tallen a l’interior amb destrals i els rems són tallats amb matxets. També construeixen altres objectes de fusta, com bancs, nines i instruments musicals, o cistells fets amb diverses plantes. Per a treballar les chacres, només s'utilitzen estris senzills com matxets, destrals, pales i ganxos. Segons Medina, «aquí, la energía humana es la única que se usa». Aquests mateixos estris són elaborats a partir de carabasses i argila. Dels seus cultius de cotó n’extreuen fil i teixeixen tela. Des dels anys 1960, els i les Chachi han confiat més en el comerç per a obtenir els estris i les peces de vestir ja confeccionats que en l’autoconfecció. Finalment, val a mencionar l'extracció fustera en el territori que habita el Poble Chachi com a activitat econòmica predominant actualment. Encara que molt precària, aquesta, a través de la contractació de Chachis com a mà d’obra, suposa una font d’ingressos per a les famílies. Més endavant es desenvoluparà la situació d’aquestes empreses, ja que mereix especial atenció.

## Organització social i política tradicional i actual
Segons Medina, tradicionalment, la comunitat Chachi s'assentava en habitatges per famílies ampliades, disperses i ubicades a les vores dels rius. Tanmateix, per influència dels missioners, han anat desenvolupant una organització dividida en seccions, cadascuna concentrada al voltant d’un centre. Les últimes dades reflecteixen una divisió en cinc seccions territorials (Punta Venado, Zapallo Grande, San Miguel, Pichiyacu Pequeño i Onzole). Al 1809, Stevenson va recollir l'existència d’una sola secció, la qual cosa ens indica que, progressivament, va anar creixent-ne el nombre. La norma de patrilocalitat Chachi fa que les seccions esmentades estiguin majoritàriament formades per membres parents, però que algú o alguna família pertanyi o no a una de les seccions ve determinat per la residència més que pel parentiu. Per tant, per a Carrasco, la territorialitat és el que emmarca les seccions. El centre, per a l’autora, té una funció cerimonial per ser el punt on se celebren festes i on s'enterren els morts. Però Medina senyala que és el lloc on el jovent i els infants juguen i realitzen esports (principalment futbol i vòlei), i on també hi trobem l'escola i, a vegades, una petita capella.
Segons Carrasco, la base de l’organització social del poble Chachi, tant tradicional com actual, és la unitat domèstica o família nuclear (pare, mare i fills/es), que, segons Medina, substitueix la família ampliada. La família Chachi no només té la funció de reproducció biològica, sinó que també és el sí de la reproducció social (educació dels infants en les normes i tradicions del grup), la reproducció econòmica (cura de la chacra, participació en la caça, la pesca i artesanies), i la reproducció ideològica.
Tradicionalment, la successió hereditària era patrilineal. Com a norma general, la parella conjugal es constitueix quan els nois tenen 17-18 anys i les noies en tenen 15. La residència de la parella quan s'uneix és casi sempre patrilocal i, quan estan en termes de poder construir una llar pròpia i portar una vida familiar autònoma, la residència es converteix en neolocal. El matrimoni es contrau per lo civil, eclesiàstic i tradicional. El tradicional segueix les prescripcions de la “Llei Tradicional”, que es desenvoluparà més endavant. Però, concretament, aquí, la llei estableix que el matrimoni només es pot donar entre membres de la mateixa ètnia, altrament, s'aplicaran càstigs físics i la pèrdua de drets comunals. Els i les Chachi practiquen el matrimoni intraètnic com a mecanisme per a la supervivència étnico-cultural del grup. De fet, la llei, tant abans com ara, és molt estricta respecte l'exogàmia: els i les joves Chachi no poden casar-se amb mestisses ni amb ningú de fora del seu poble. Per altra banda, està prohibit el matrimoni entre parents propers i la llei de l’incest s'estén fins al quart grau de parents consanguinis, segon grau d’afins i primer grau de rituals (comparatge). Les famílies indígenes tenen una mitjana de cinc fills, però actualment, a conseqüència de les dures condiciones de vida que pateixen, s'ha reduït el nucli familiar.
Segons els eHRAF, el Poble Chachi, en gran part, són de govern autònom. Cada secció té tres nivells de funcionaris, incloent-hi un cap hereditari, o unyi (governador), subcap, o casawa’lyi (governador nou), i oficials de la llei o policies (tca’itala), que ajuden l'unyi a resoldre disputes, a mantenir l’ordre, especialment a les festes, i a convenir matrimonis. D’acord amb aquesta jerarquia, l'unyi té l’autoritat suprema i és qui resol les disputes i imposa els càstigs i les sancions. Els tca’itala, també anomenats chaitala, ajuden a detenir el delinqüent i portar-lo a casa del cap, on s'elabora el cas. D’acord amb Carrasco, l'espai de l'unyi i els chaitales és l’ètic, el sagrat i el màgic malèfic i, a l'unyi, li correspon el poder judicial, policial i ritual. Respecte els actes que contempla la llei, el robatori i l’assassinat no són comuns i no tenen tant de pes com aquells conflictes que tenen a veure amb el matrimoni, les transgressions sexuals i la terra, que són els més habituals. Les reclamacions sobre la terra estan basades sobre el parentiu i el treball, de manera que els conflictes sobre els usos de la terra són bastant comuns. Tanmateix, sovint s'aconsegueix una solució negociada.
Sobre les normes que fan referència a les relacions matrimonials i sexuals, són de les més estrictes, durament castigades i són l’àrea bàsica del governador. La poligàmia (poligínia), l’incest i l’adulteri constitueixen les àrees més vigilades i castigades per la llei Chachi. Com s'ha dit, les normes sobre l’incest són molt estrictes, de manera que, preferint que els llaços es creïn entre joves de diferents rius o zones, els i les Chachi aprofiten les festes i els esdeveniments esportius per a establir-los. Segons Carrasco, aquesta estricta vigilància es deu a la constitució de la família com a centre de totes les funcions, com s'ha dit: reproducció biològica, social, econòmica i ideològica. Si la família no es manté com a tal, la subsistència del poble es pot veure amenaçada.
Cal fer una especial menció de la llei Chachi, que, segons Medina, és una de les seves manifestacions culturals més interessants. Aquesta s'anomena “Llei Tradicional” i «es un conjunto de normas cuya función es determinar el comportamiento de los individuos en los órdenes ético y moral.» En aquesta, s'estipula el procés que s'ha de seguir i les condicions que s'han de complir per a contraure matrimoni, la fidelitat conjugal absoluta (prohibició de l’adulteri), la negació del divorci, i el bon comportament a les festes comunals. Els càstigs que establia la llei tradicionalment, el cep i el fuet, segueixen encara ara vigents i, el seu procediment, en presència de la comunitat, també. També s'apliquen multes i pèrdues de drets comunals. Tanmateix, Carrasco ens mostra que aquesta organització tradicional està desapareixent amb l’avançament de les ideologies “modernes” i capitalistes, amb lo qual els espais ètic-ritual-màgics dels unyi es van deteriorant.
Carrasco mostra quins canvis s'han anat donant en les formes d’organització tradicionals fins a constituir les actuals. Si antigament el poder es concentrava en l'unyi, actualment ho fa en la Prefederació, que és l’organització imposada pel sistema dominant. En aquest sentit, es fa palesa la importància que han anat adquirint aquells i aquelles que saben llegir i escriure i dominen el castellà, ja que les noves autoritats han de poder fer d’intermediàries entre els i les Chachi i la societat nacional. L’unyi, figura del savi que coneix les lleis i tradicions dels avantpassats, ha perdut importància. Aquest nou poder tendeix a ser centralitzat i exerceix els poders que, tradicionalment, tenia l'unyi. Tot i així, encara es delega un unyi a la directiva de la Prefederació, que realitza els judicis i aplica les sancions. Aquesta incorporació es deu al desig de mantenir les tradicions i costums i, per tant, es fa palesa la necessitat de tractar els temes que concerneix el Poble Chachi amb algú de l’interior del seu poble i no només amb institucions nacionals i estrangeres. També, antigament, el càrrec era vitalici però, actualment, un governador pot ser destituït del seu rang si no compleix amb les seves funcions. Per a Carrasco, aquests canvis són un indici de l’avançament de la frontera organitzacional de la societat dominant. Tot i la prevalença de la figura de l'unyi, amb el temps, «los Uñis irán perdiendo paulatinamente actualidad en el ejercicio de sus poderes tradicionales los cuales se transferirán a la Prefederación.»

## Cosmologia, sistema de creences
Durant quatre segles, la comunitat Chachi ha estat en contacte amb missioners catòlics i protestants—darrerament, des de mitjans del S. XX—, en algunes èpoques aquest adoctrinament va ser més directe i continuat i, en d'altres, va ser més intermitent.Aquesta agressiva influència ha quedat patent sense dubte en el Poble Chachi i, com a conseqüència, també en la seva cosmologia. Tot i això, al marge dels canvis fruit del contacte amb la conquesta espanyola i de l'evident sincretisme de la cultura Chachi, aquest poble ha sobreviscut al llarg del temps i manté molts dels seus trets i manifestacions culturals; a diferència d'altres pobles que van ser dissolts per complet, o bé assimilats a altres grups. Així doncs, és rellevant esmentar que la majoria dels i les Chachi professen la religió catòlica.
En la cosmovisió Chachi, l’ésser humà és una unitat amb el cosmos, els esperits i la divinitat, de manera que aquest no manté una relació de domini, sinó de reciprocitat. En aquesta unitat establerta, infringir una norma ètica suposa un càstig de la naturalesa o d’un esperit. L’univers no és indiferent al que fan els éssers humans, té un significat moral, sanciona o premia. Així doncs, les seves creences són una combinació sincrètica entre la religió catòlica i l’animisme. Com veurem, la influència catòlica és present en la seva concepció de les normes sexuals, en la pràctica del matrimoni o el bateig, però, al mateix temps, l’animisme és la base de tota la seva cosmologia.

### L'univers i la creació
Segons el Poble Chachi, l’univers sempre ha existit i, per tant, no entenen que hi hagués cap acte de creació en si mateix. El que sí afirmen és que dyusapa (déu) va modelar cinc parells d’individus de fang en forma d’éssers humans en un lloc muntanyós, a l’orient de Quito; després va escopir a les seves boques i ells, així, van viure. Posteriorment aquests éssers van marxar a la regió de Ibarra i van ser els i les primeres Chachi. En aquesta narració podem observar clarament la forta influència del relat bíblic, ja que és patent la gran semblança entre la creació dels i les Chachi i el gènesi de la Bíblia. Un exemple clar d’aquest fet és aquesta afirmació d’un home Chachi: «Dios ha vivido en este mundo con Adán, un Chachi, en una isla. […] Entonces entre ellos decidieron hacer el mundo.»
Pel que fa a l’Univers, la comunitat Chachi afirma que existeix un gran ésser anomenat tyapatchi tana’tu que sosté diferents mons: el tainñcha o món inferior, que està poblat per perjuru putyu; el món central o intermedi, en el que habiten els éssers humans i diversos esperits; i el món superior o ca’isha, que és semblant al nostre món però no té rius ni mar. Pel que fa al sol i la lluna, pajta i papjta, són dos homes que posseeixen uns ulls que són la seva pròpia font de llum.

### Mites
La concepció del món, del passat, del present i del futur dels i les Chachi, com ja hem vist, es manifesta a través de la construcció de relats simbòlics mantinguts i reproduïts a través de la tradició oral, la qual pren forma mitjançant mites, llegendes, contes i creences totalment fusionades en la realitat quotidiana del grup. En aquests relats es registra la creació del món o cóm és l’univers, però també la història dels i les Chachi.
Si observem la seva història mítica, veiem com un dels trets més recurrents –i que sembla recollir les migracions de la comunitat Chachi a causa d’amenaces d'altres grups ètnics i de la conquesta espanyola– és la presència dels “indios bravos”, als quals vencen amb intervenció sobrenatural: els i les Chachi van enviar “un grupo de hombres a luchar con los salvajes y una sola lanza voló y mató [..] a todos los indios bravos que asesinaban y devoraban a las mujeres.» També tenen un mite que parla sobre la migració i ocupació de Pueblo Viejo –el qual dona dret diví als i les Chachi sobre aquest territori– i, encara que ja hem afirmat que no se sap amb certesa quan va ser aquesta migració, aquest relat fa probable que els trets essencials de la tradició Chachi estiguin en gran manera basats en fets històrics. Així doncs, la unitat entre el cosmos, l’ésser humà i la divinitat és evident en la cultura Chachi.

### Esperits
El Poble Chachi diferencia lingüísticament l’ànima de l'esperit i afirmen que la primera és indispensable per a tot ésser animat –a la nit abandona el cos i vaga. Pel que fa a l'esperit, aquest és un ésser sobrenatural que en la majoria de casos té forma humana i és similar als i les Chachi; es poden trobar esperits masculins i esperits femenins, i tots posseeixen poders màgics.
Tot i això, hi ha tres classes ben diferenciades: els alma –de possible herència evangèlica, aquesta habita el cos dels éssers humans mentre siguin vius–, els ujmu –es queden al riu i a la terra, la seva veu s'assembla a l'eco i poden fer mal–i els cume –poden causar la mort i només són visibles per als bruixots. D’altra banda, la comunitat Chachi també afirma l'existència d’esperits presents als fenòmens naturals, a la selva o als rius. D’acord amb aquest fet, no és estrany que el seu territori sigui concebut com l’Olimp dels seus ancestres i esperits. D’aquí ve la gran importància per als i les Chachi de la lluita reivindicativa del territori, ja que un atac contra aquest esdevé una ofensiva a la seva cosmovisió, a la seva forma de concebre la vida. Com bé afirma Carrasco:
Las organizaciones populares, prácticamente todos los movimientos de Liberación, tienen y deben tener como uno de sus objetivos primordiales el reivindicar la tierra. Porque, reivindicando ésta, no sólo se asegura la permanencia física de un Pueblo, sino también la permanencia de su alma.
Tornant als esperits de la selva, és important esmentar que aquests són diversos: el jeengume que habita la selva de les muntanyes i és el més maligne i mortífer de tots; el butchulia o tunda; el pichulia que viu a les coves i als grans tolls; el beereju que és un esperit músic i dolent que pren la forma del cérvol; el hualepu o guaico que viu als congosts; el huactu que és un esperit dolent originat per l’adulteri i l’avortament –les normes sexuals, juntament amb els esperits, preocupen considerablement la població Chachi–; el trueno o relámpago que és un esperit amb el cos blau i pelut com un porc espí; l'aslaujmu que van ser uns gegants que van desaparèixer a les muntanyes; el pajlambele chulia que no es troba en l’actualitat però eren nans que feien mal; el fayu ujmu que són semblants als éssers humans però tenen bec enlloc de boca; els urajtu que són semblants a homes negres, roben éssers humans i viuen als poblats; el peje bravo que és un peix gran que és un perill per als viatgers; i, per acabar, el piñini que és un peix que impedeix que la gent passi pels gorgs. Així doncs, els llocs que habiten aquests esperits han de ser respectats, de manera que si s'envaeix aquest espai, s'hauran de realitzar determinats rituals per restablir l'equilibri.
Per acabar, també és important comentar que per als i les Chachi existeixen animals amb aparença humana i àngels amb aparença d’animals que ajuden als individus del grup.

### Contes i tradicions
La cultura Chachi té un gran i variat repertori de contes. Segons els savis, els animals, antigament tenien el poder de parlar, de manera que en la majoria de contes apareixen un o més animals que ajuden o castiguen als i les Chachi. Alguns d’ells contenen moralitats que donen valor a les tradicions i costums del poble. A més, els contes també són un clar exemple de la influencia bíblica, ja que alguns posen en relleu la importància de la monogàmia i la fidelitat conjugal. Els contes també amaguen rere sí el teixit i les relacions de parentiu presents entre el Poble Chachi, de manera que evidència la importància d’aquestes relacions socials, que són reproduïdes i sancionades en els contes. A més, els contes també ens mostren el seu gran coneixement sobre el que a occident denominem Etnobotànica i Etnozoologia.

### Els savis o bruixots
Els Mirucus (savis o bruixots) estan presents a través de tota la història Chachi i són homes iniciats que posseeixen la capacitat de reconèixer i allunyar els esperits. Mitjançant els seus rituals poden controlar les forces sobrenaturals amb l’ajuda dels esperits, que acostumen a ser cridats pels bruixots durant les cerimònies. Ocupen una escala alta en la jerarquia social, tot i que no pertanyen a cap classe especial; poden ser homes o dones i es desplacen als Centres per oferir els seus coneixements i les seves capacitats curatives. Tanmateix, segons Carrasco, no només són curanderos, sinó que també poden fer mal o maleficis a persones.
Malgrat les influències de la societat occidental en l’ús de la medicina, els i les Chachi encara acudeixen als seus bruixots per alleugerir malalties físiques i psíquiques; en molts casos combinen ambdues formes. Tot i això, en l’actualitat, la valoració social dels bruixots ha disminuït de forma considerable a causa de l’hegemonia de la medicina i la ciència occidentals, que han generat un discurs pejoratiu que desacredita les formes tradicionals de medicina Chachi.

### Rituals i cerimònies
Els rituals Chachi més significatius i als que se’ls dona major rellevància dins del grup són els rituals de transició social: el naixement, el matrimoni i la mort. Veiem, doncs, com s'atribueix especial importància als ritus que introdueixen els individus al poble, a aquells que et submergeixen en una nova etapa dins de la vida del col·lectiu, o en el cas de la mort, aquells rituals que et donen pas, segons els i les Chachi, a un nou món.
El ritual del naixement consisteix en el bateig de l'església catòlica i és realitzat per l’unyi amb la presència del padrí; la influència cristiana en aquest ritual és molt clara, ja que planteja la consigna sacramentalista que el nadó sense bateig és presa fàcil pel dimoni. El matrimoni, en canvi, té dos tipus de ritual: un oficiat per l’unyi i, el segon, pel sacerdot catòlic. D’aquesta manera, encara que es torni a fer present la influència cristiana, també veiem com es manté una forma ritual tradicional Chachi. El culte dels morts té una antiga tradició en el Poble Chachi, i aquesta avui dia encara es manté tot i que no de la mateixa forma; tradicionalment, enterraven els seus morts sota la mateixa casa en que havien viscut, de manera que posteriorment l’havien d’abandonar i construir-ne una altra. Tot i que aquesta pràctica ja no era gaire corrent, actualment s'ha abandonat per complet. Així i tot, avui en dia, després que el difunt hagi sigut “plorat i cantat” a casa seva pels seus familiars i amics –acompanyats de molt licor—, se’l trasllada en un taüt (de canya guadúa, semblant a una canoa) al Centre Cerimonial. Allà se’l torna a vetllar mentre els homes caven la fosa i les dones preparen el menjar, una part serà per deixar-li al difunt, i l’altre serà pels familiars i amics. La creença tant difosa entre els pobles originaris d’una vida futura després de la mort, que farà que el difunt necessiti béns útils en la seva nova etapa, és la que els porta a deixar-li vestimenta i menjar. El culte als morts, doncs, més que una celebració de la mort, és una celebració de la vida.
Pel que fa a les festivitats i cerimònies, aquestes sempre són celebrades als Centres Cerimonials, que són denominats “Pueblo” i que només són utilitzats durant les celebracions. En aquests hi ha una capella, la casa del Governador, el “cementiri” i algunes cases per acollir a hostes d'altres comunitats. Les festivitats religioses que congreguen més persones són el Nadal, la Setmana Santa i les bodes, encara que, actualment, la celebració del Nadal ha decaigut considerablement.

## Relacions interètniques
Al llarg de la història els i les Chachi han mantingut relacions d’intercanvi de béns i xamanisme amb la Sierra, Costa i Orient. És per aquest motiu que el poble parla freqüentment de viatges a Ibarra i Cotacachi amb l’objectiu de comercialitzar; d’aquesta manera els coneixements dels bruixots del col·lectiu eren intercanviats amb els “cholos”, els “putumayos” i els “colorados”. Aquest teixit de relacions interètniques va ser trencat amb la conquesta i la instauració del sistema dominant, que va aïllar molts grups ètnics i va organitzar les seves economies geogràficament. Això va servir com a mecanisme clau en el domini de les societats, del qual el poble Chachi, gràcies al caràcter del medi en el que vivia, en va poder escapar en certa manera. Tot i així, les relacions en l’àmbit xamànic s'han mantingut amb els tsachila (colorados) i alguns chachi han establert amb aquells relacions d’aprenentatge xamànic, de comparatge i fins i tot relacions matrimonials. Algunes famílies s'han traslladat a les comunitats tsachila, on treballen com a jornalers .
Les relacions interètniques del Poble Chachi amb la gent considerada “mestissa” o els blancs –denominats comunament manabas– i els afrodescendents –calificats juyungos– que habiten les Esmeraldes, són en gran manera conflictives. Per als i les Chachi, la seva relació amb aquests grups és antagònica, ja que entenen que té lloc una disputa pel territori. A més, el fet que els i les Chachi tinguin una justícia pròpia que sanciona determinades conductes que no pot aplicar a aquests altres grups per que pertanyen al sistema dominant –que té una forma diferent a la dels i les Chachi en tractar els assumptes–, fa que els membres del grup tinguin una actitud de menyspreu envers les persones que ells consideren que falten a la societat i queden impunes. La tensió en les relacions entre la comunitat Chachi i els juyungos ve de lluny, ja que aquests segons, en minoria numèrica, van aliar-se amb determinats grups ètnics del litoral i participant de les guerres d’aquests. Aquesta fricció es manté avui dia tot i que amb molta menys intensitat, i esdevé una situació difícil tant pel Poble Chachi com per als juyungos, que en molts casos són minoria numèrica.
Segons na Carrasco, amb l’avenç de la frontera nacional –a causa de les escoles i col·legis– aquestes relacions conflictives van millorant amb el temps. Encara que aquest fet no sempre és positiu, ja que les escoles reprodueixen el posicionament ideològic hegemònic que concep la identitat indígena de forma pejorativa, cosa que pot influir bé en què els i les Chachi s'avergonyeixin de les seves tradicions, o bé en que encara remarquin més aquests antagonismes.
Així doncs, es comencen a teixir aliances, punts en comú i coordinació entre la gent Chachi i els juyungos, i on anteriorment hi havia només conflicte, ara es comencen a crear llaços matrimonials i es permet que utilitzin els seus recursos.

## Situació actual respecte a l'Estat nacional i les instàncies internacionals
«Los Chachi constituyen uno de los grupos étnicos ecuatorianos que mayores problemas y limitaciones enfrenta en la actualidad.» Aquesta afirmació és el primer argument per centrar l’atenció en les relacions entre el poble Chachi i la societat dominant i com aquesta ha impactat en la seva vida. Els problemes que l’autor senyala com a més destacats són: conflictes per la terra, deteriorament ambiental, presència de greus malalties tropicals, migracions, debilitat organitzativa, pèrdua de valors culturals. En suma, un context fruit d’un procés d’integració irreversible en la societat nacional.
Mereix especial atenció l'extracció fustera en el territori habitat pels i per les Chachi, ja que s'ha assenyalat com a principal agent en el seu genocidi cultural i biològic. Suposa un problema en varis sentits. En primer lloc, les companyies fusteres (ENDESA, BOTROSA, AGROFE, CODESA) s'aprofiten de les difícils condicions de vida en les que es troben les comunitats per “l’oblit estatal” i contracten Chachis com a mà d’obra barata i temporal, sense cap mena de protecció contra riscos laborals. Els indígenes, sovint joves estudiants, s'incorporen a treballar a les serradores més properes, com a migrants estacionals, fet que els converteix en apàtrides i té repercussions de desarrelament. S'ha demostrat que els que hi treballen no només no gaudeixen dels drets laborals bàsics, sinó que, a més, hi preval una situació de violació de Drets Humans elementals. A més, Carrasco ha subratllat el racisme imperant en aquestes empreses, que funciona com a legitimador de la discriminació salarial, en el tracte i en les exigències laborals. En suma, “la capitalización y acumulación de unos se efectúa sobre la opresión y la sangre de muchos”.
En segon lloc, l'extractivisme expansiu suposa un problema per les seves repercussions ecocides, doncs aquesta etapa d’explotació està eliminant una de les majors riqueses d’Esmeraldes i està donant pas a un procés de desertificació i canvis climàtics que arriba a punts crítics. La disminució de la caça i la pesca a causa de la tala irracional i la contaminació dels rius, impacta fortament en l’alimentació Chachi, limitant-la als aliments extrets de l’agricultura. En aquest sentit, l'ecocidi es converteix en un genocidi.
Per això, l’accés i la utilització de la terra és tant important per a ells. L'expansió de les fronteres nacionals ha anat envaint els territoris que, tradicionalment, les famílies Chachi ocupaven i cultivaven lliurement. La forma de tinença de terra per al cultiu que han desenvolupat tradicionalment com a alternativa a la propietat privada, característica del sistema capitalista, és la que es basa en el fet que la terra és de qui la treballa, però no l'explota ni hi especula. Però aquest tipus d’accés a la terra «está siendo destruido y mutilado por el capital que ignora las culturas, las personas y busca únicamente el enriquecimiento, lícito o no, de una minoría.» Com a resposta, la comunitat Chachi s'ha vist obligada a buscar títols jurídics sobre el seu territori per a evitar que es continuïn entregant concessions. Carrasco ressalta la importància de parar atenció als processos d’adjudicació legal de terres perquè l'extensió que es dona a les empreses no sigui un altre mecanisme per a exercir el genocidi i arraconar els i les Chachi en una superfície en la que, en un futur, no puguin estendre la seva població.
L’Estat d’Equador ha elaborat lleis i decrets per a contrarestar l'explotació forestal i el conseqüent ecocidi realitzat per les companyies fusteres, però aquestes no es compleixen o es dictaminen deixant buits que les empreses aprofiten. De la mateixa manera, també s'han proposat projectes de recuperació d’àrees desforestades o de preservació de la vida ecològica, entre d'altres, però, malauradament, Carrasco tem que aquests corrin la mateixa sort que les lleis i no es duguin mai a terme.
Medina senyala un altre problema que ha anat sorgint a conseqüència de l'expansió de les fronteres nacionals. Descriu les comunitats Chachi com a “pobles oblidats” per l’Estat pel fet que els manquen uns serveis bàsics: una bona educació, un bon sistema de salut, infraestructures recreatives, mecanismes informatius, etc. Segons el criteri de Medina, aquests són elements que «requiere todo pueblo para un mejor desarrollo económico y socio-cultural». Els factors principals per a denunciar l’absència d’un bon sistema educatiu són el nivell d’alfabetització del Poble Chachi (només el 25%) i el baix nombre de professionals universitaris, baròmetres totalment eurocèntrics. Senyala l’accés a un bon nivell educatiu com a única via perquè els i les joves puguin millorar les seves condicions de vida. És a dir, parteix de la idea que l’alfabetització i la professionalització universitària configuren els coneixements exclusivament vàlids i necessaris per a accedir a un bon nivell de vida, nivell de vida que, per una altra banda, respon al model de societat hegemònica. També apunta a la falta de parcs infantils, pistes esportives i sales de lectura. Medina també veu la l’aïllament del Poble Chachi en la seva falta d’informació respecte el seu país i el món exterior: no tenen accés a les notícies, als programes culturals de radio, a la premsa, etc. Per a l’autor, en el seu conjunt, aquests aspectes creen una situació de marginalitat total respecte la societat nacional, el mercat i altres formes de viure i pensar.
Encara que, actualment, el poble Chachi manté i desenvolupa moltes de les tradicions que el defineixen particularment, ens les últimes dècades, per la seva articulació amb la societat nacional, «se han visto enfrentados irremediablemente a nuevos problemas, retos y alternativas que les obligan a implementar distintas estrategias para subsistir y desarrollarse en condiciones muy diferentes a las que vivieron sus mayores.» Cal establir un vincle entre aquest context i les carències que Medina senyala, ja que ens mostra que són fruit de necessitats creades i imposades pels sistemes hegemònics. Si no s'estableix aquest vincle, es perpetua la imatge dels indígenes com a societats “no evolucionades” i “endarrerides” a les quals cal ensenyar el camí.
Tot i les aportacions eurocèntriques i colonials de Medina, cal reconèixer que la vida dels i les Chachi ha estat modificada pel seu contacte amb els models de societat dominant fins al punt que el seu modus-vivendi tradicional ja no es pot desenvolupar al marge d’aquestes noves lògiques. En aquest sentit, l’accés a una educació que els alfabetitzi és una necessitat real en front una demanda real i constitueix una eina més per a la seva supervivència en front les urpes de l’Estat i les empreses internacionals. Ja no té importància «el anciano que sabe de las leyes y tradiciones de los antepasados, la importancia pasa a quienes ‘leen y escriben’, ‘hablan bien castellano’, ‘saben discutir con autoridades manabas', ‘conocen Quito’». Per a l’autora, el canvi més substancial s'ha produït en el procés de socialització dels infants i joves. Si, tradicionalment, els que transmetien els coneixements, i per tant, els que tenien més estatus i autoritat respecte els menors, eren els pares, actualment, la instauració de les escoles ha trencat aquest procés d’aprenentatge. Ara, els posseïdors del coneixement són els estudiants. Per tant, s'han transformat les condicions en les que el Poble Chachi adquireix estatus i ja no és el saber acumulat al llarg dels anys el que confereix autoritat, sinó la llengua, la lectura i l'escriptura. Posseir aquests coneixements possibilita al subjecte la comunicació amb el món dominant i l’accés a certs béns i beneficis. En aquest sentit, les escoles són un mecanisme que confereix poder. Aquesta situació genera una doble actitud: una d’adhesió (al sistema hegemònic) i una reivindicativa, cada vegada més sobresortint.
És important parlar de la creació de la Federación de Centros Chachi de Esmeraldas (FECCHE), associada a la Confederación de Nacionalidades Indígenas del Ecuador (CONAIE). Aquesta associació va néixer als anys setanta com a mecanisme per a la supervivència ètnica enfront dels reptes que plantejava el contacte amb la societat nacional. D’uns objectius originals dirigits a la defensa del territori, aquests s'han anat ampliant i s'han anat orientant a la defensa cultural i a l'establiment de millors condicions de vida per al Poble Chachi. La FECCHE presenta els seus problemes i les seves aspiracions davant les autoritats de l’Estat i l’Església. A nivell organitzatiu intern, crida l’atenció veure com, paradoxalment, tenen per objectiu la superació dels reptes esmentats però, al mateix temps, les exigències legals exteriors respecte la seva organització impliquen establir nous vincles amb el mercat de consum. «La almohadilla, la tinta, los registros, frecuentes viajes y salidas al abogado, a las autoridades... va afectando hondamente la estructura total del Pueblo Chachi.» 
Carrasco encara remarca un altre dels mals al qual la comunitat Chachi s'ha d’enfrontar avui en dia: les institucions internacionals i els seus programes i projectes. Aquestes penetren en el si de les comunitats indígenes i, sense parar atenció a les necessitats, problemes i inquietuds reals de la població, originen autèntiques destrosses, creen dependència, causen ruptures, etc. Per exemple, és il·lustrador el testimoni que recull Carrasco a la seva monografia, que ens parla d’uns alemanys que van arribar a la comunitat Chachi i van dedicar anys a engegar una cooperativa però van fracassar perquè no van prestar atenció al fet que són camperols molt independents i els cultius es treballen per família. Ara bé, s'han demostrat altres iniciatives cooperativistes de producció que han sorgit a partir de l’organització pròpia dels i les Chachi, tot responent a necessitats reals. Això indica que, tot i el seu caràcter independent, no són incapaços ni ignoren les possibilitats de l’organització comunal. Carrasco comenta que és probable que aquesta sigui «la única vía que les queda para enfrentarse al mundo del lucro y de explotación que les viene encima. Si permanecen aislados, con tenencia individual de la tierra, todos los intentos por preservarse y mantenerse como Pueblo serán vanos.» 

## Altres informacions

### Les malalties, un altre enemic del Poble Chachi
Una altra de les conseqüències negatives de l'extractivisme i el mercantilisme per al Poble Chachi són les nombroses malalties que han aparegut, com la tuberculosi, la malària, les grips, la leishmaniosi o la oncocercosi, entre d'altres. Davant d’aquestes nombroses malalties, les autoritats no prenen les mesures necessàries, ja que pel que respecta a l’oncocercosi, el territori ha estat investigat en nombroses ocasions i la mosca negra segueix proliferant a la zona.
La medicina tradicional no pot pal·liar aquests mals i només hi ha un metge rural en els dos dispensaris disponibles a les missions. Les polítiques d’intervenció anuals que porten medicina a la zona són insuficients i estan mal plantejades, ja que les persones que acudeixen a ajudar a la zona varien molt sovint i no estan preparades per relacionar-se amb persones d'altres cultures diferents a la seva. Com bé exposa Carrasco: «Son tantos los grupos nacionales y extrangeros, médicos y paramédicos, estudiantes e investigadores que visitan la zona que la gente ha empezado a sentir cansancio de ser auscultada, y es ya notorio el rechazo que en muchos casos manifiestan ante tantos investigadores y seudoinvestigadores que llegan a la zona, sin iniciar ningún programa serio de atención.» Així doncs, aquest és un altre eix que requereix atenció en les problemàtiques que estan vivint els i les Chachi, i una atenció no només especialitzada, sinó eficaç i no etnocèntrica.